# Черноморск
Черномо́рск (укр. Чорноморськ; до 18 февраля 2016 года — Ильичёвск, укр. Іллічівськ) — город в Одесской области Украины. Входит в Одесский район и образует Черноморскую городскую общину. До 2020 года был городом областного значения.
Статус города получил в 1973 году.
В 2011 году пляжи города получили награду «Голубой флаг».
Крупнейшим предприятием города является морской порт, входящий в тройку самых крупных на Украине по грузообороту.

## География
Город расположился на побережье Черного моря на равнине высота которой составляет 20-40 м метров над уровнем моря к югу от Одессы, на правом берегу Сухого лимана.
Среднегодовая температура +12,2° по Цельсию. Самый холодный месяц — январь со средней температурой +0,5°. Самый теплый — август, температура +24,3°. Осадков выпадает сравнительно мало, в среднем около 400 мм в течение года. Зима мягкая морозы -15,0°  и ниже случаются в среднем раз в 3 года. По зоне морозостойкости USDA Черноморск находится в зоне 7b. Лето жаркое и солнечное.
| Показатель                | Янв. | Фев. | Март | Апр. | Май  | Июнь | Июль | Авг. | Сен. | Окт. | Нояб. | Дек. | Год  |
| ------------------------- | ---- | ---- | ---- | ---- | ---- | ---- | ---- | ---- | ---- | ---- | ----- | ---- | ---- |
| Средняя температура, °C   | 0,5  | 1,3  | 5,1  | 10,4 | 16,6 | 22,0 | 24,2 | 24,3 | 18,9 | 12,9 | 7,4   | 3,0  | 12,2 |
| Источник: Погода и климат |      |      |      |      |      |      |      |      |      |      |       |      |      |

## История

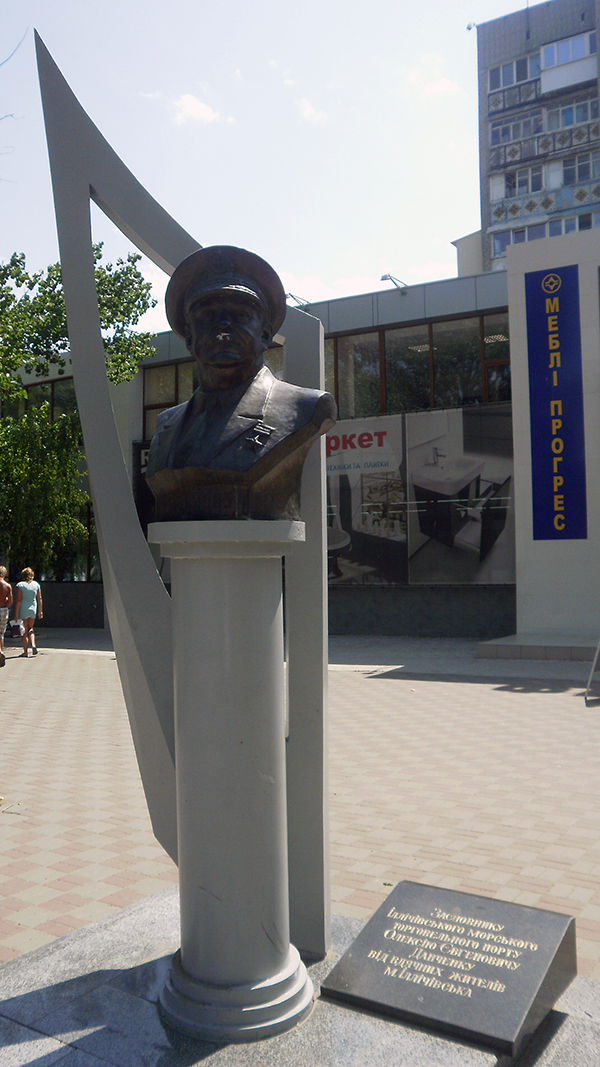
Памятник основателю порта А. Е. Данченко

Территория Черноморска и его окрестностей была заселена с давних пор. Здесь обнаружены погребения медного, бронзового века и времён Киевской Руси. В XIII—XIV веках эти земли были под властью татар, а с конца XIV века — Османской империи. Во второй половине XVIII века здесь начали селиться беглые крестьяне с Украины, из России, Молдавского княжества. Осевшее немногочисленное население занималось хлебопашеством, животноводством, рыбным промыслом.
С конца XVIII века после завоевания российскими войсками Северного Причерноморья, у Сухого лимана обосновалось немало крестьян из внутренних губерний России, а также немецкие колонисты. Они селились отдельными хуторами в один-два двора. Эти рассыпавшиеся в приморской степи хутора известны под названием Бугово, Буговы Хутора (от фамилии первого поселенца — грека по происхождению майора Андрея Буги).
В 1927 году Буговы Хутора были переименованы в Ильичёвы Хутора (хутор Ильичёвка) по отчеству Владимира Ильича Ульянова (Ленина).
Во второй половине 1940-х годов в бухте Сухого лимана началось сооружение судостроительного завода № 490. Здесь же возник посёлок судостроителей, в который вошла значительная часть Ильичёвки. В 1952 году Указом Президиума Верховного Совета УССР рабочему посёлку было присвоено название Ильичёвск, а сам посёлок был отнесён к подчинению Одесскому городскому совету. Развитие населённого пункта ускорилось со строительством в 1958 году нового морского торгового порта в акватории Сухого лимана. Одновременно с портом посёлок рос и расширялся, приобретая черты города. 12 апреля 1973 года Ильичёвск отнесён к категории городов областного подчинения.
4 февраля 2016 года во исполнение Закона о декоммунизации Ильичёвск был переименован в Черноморск. Постановление Верховной Рады Украины вступило в силу 18 февраля 2016 года.

## Население

### Национальный состав
Национальный состав населения по данным переписи 2001 года:
| Национальность    | Процент |
| ----------------- | ------- |
| украинцы          | 67,65%  |
| русские           | 27,42%  |
| белорусы          | 1,08%   |
| болгары           | 0,98%   |
| молдаване         | 0,90%   |
| армяне            | 0,23%   |
| поляки            | 0,20%   |
| грузины           | 0,18%   |
| гагаузы           | 0,15%   |
| евреи             | 0,13%   |
| другие/не указали | 1,08%   |

### Языковой состав
Родной язык населения по данным переписи 2001 года:
| Язык       | Численность, чел. | Доля     |
| ---------- | ----------------- | -------- |
| Украинский | 20 682            | 38,23 %  |
| Русский    | 32 770            | 60,57 %  |
| Другие     | 650               | 1,20 %   |
| Итого      | 54 102            | 100,00 % |

## Городской совет
Черноморскому городскому совету также подчинены:
- Александровка (бывшее греческое поселение Арнаутовка),
- Бурлачья Балка (образовано в конце 18 века бывшими запорожскими казаками и вольными людьми),
- Малодолинское (или Малая Долина, бывшее немецкое поселение Кляйн Либенталь).

## Сведения о городе
Черноморск находится на юге Украины, на побережье Чёрного моря, в 20 километрах от крупного регионального центра — Одессы. Население города превышает 59 тысяч человек.
Являясь международным транспортным узлом, Черноморск представляет интерес как для украинского, так и для европейского логистического бизнеса. Он входит в пятёрку наиболее перспективных городов Украины.
Черноморск связан с общей сетью автодорог области автомагистралями, которые около села Великодолинское выходят на автодорогу Одесса — Затока — Белгород-Днестровский — Рени, а через село Сухой Лиман на окружную автодорогу Одессы, которая пересекает шоссейные дороги Одесса — Маяки — Рени, Одесса — Киев, Одесса — Николаев, Одесса — Кишинев. Транспортная связь с Одессой позволяет оказаться там менее чем за полчаса.
Городская автобусная станция обслуживает около 1,5 млн пассажиров в год, большая часть которых создаёт потоки на 10 основных маршрутах. 
Карта Черноморска условно делится на 2 чёткие зоны: промышленную, расположенную вдоль берегов лимана, и жилую, протянувшуюся вдоль морского побережья. Разделены зоны широкой полосой зелёных насаждений, площадь которых составляет более 325 га. Приморская зона города прекрасно обустроена для проживания и отдыха. Здесь находятся парки, туристические достопримечательности, пляжи, водная станция, многочисленные базы отдыха. Основной объект промышленной зоны — морской торговый порт.
Черноморск имеет современную городскую инфраструктуру и соответствующее коммунальное хозяйство. Централизованная система водоснабжения и теплоснабжения охватывает большую часть территории городского совета, порт и все его промышленные предприятия. Проведённая реконструкция канализационной насосной станции улучшила экологическое состояние рекреационной зоны города.
20 мая 2011 года над городским пляжем был поднят голубой флаг как символ получения международного сертификата экологического качества пляжей «Голубой флаг». Этот пляж — единственный на Украине, получивший «Голубой флаг», и является муниципальным. Особое значение городская власть уделяет состоянию магистралей, дорог и внешнему виду улиц, общая протяжённость которых превышает 20 км.
Черноморск — развивающийся курорт. В городе большое внимание уделяется досугу и отдыху. Протянувшиеся на 12 километров вдоль моря пляжи поддерживаются в чистоте и порядке. Город спроектирован компактно и удобно. Транспортные развязки соединяют между собой торговые центры, места отдыха и жилые районы. Это способствует притоку туристов в летний сезон, который продолжается с мая по октябрь. В этот период население Черноморска практически утраивается.

## Экономика

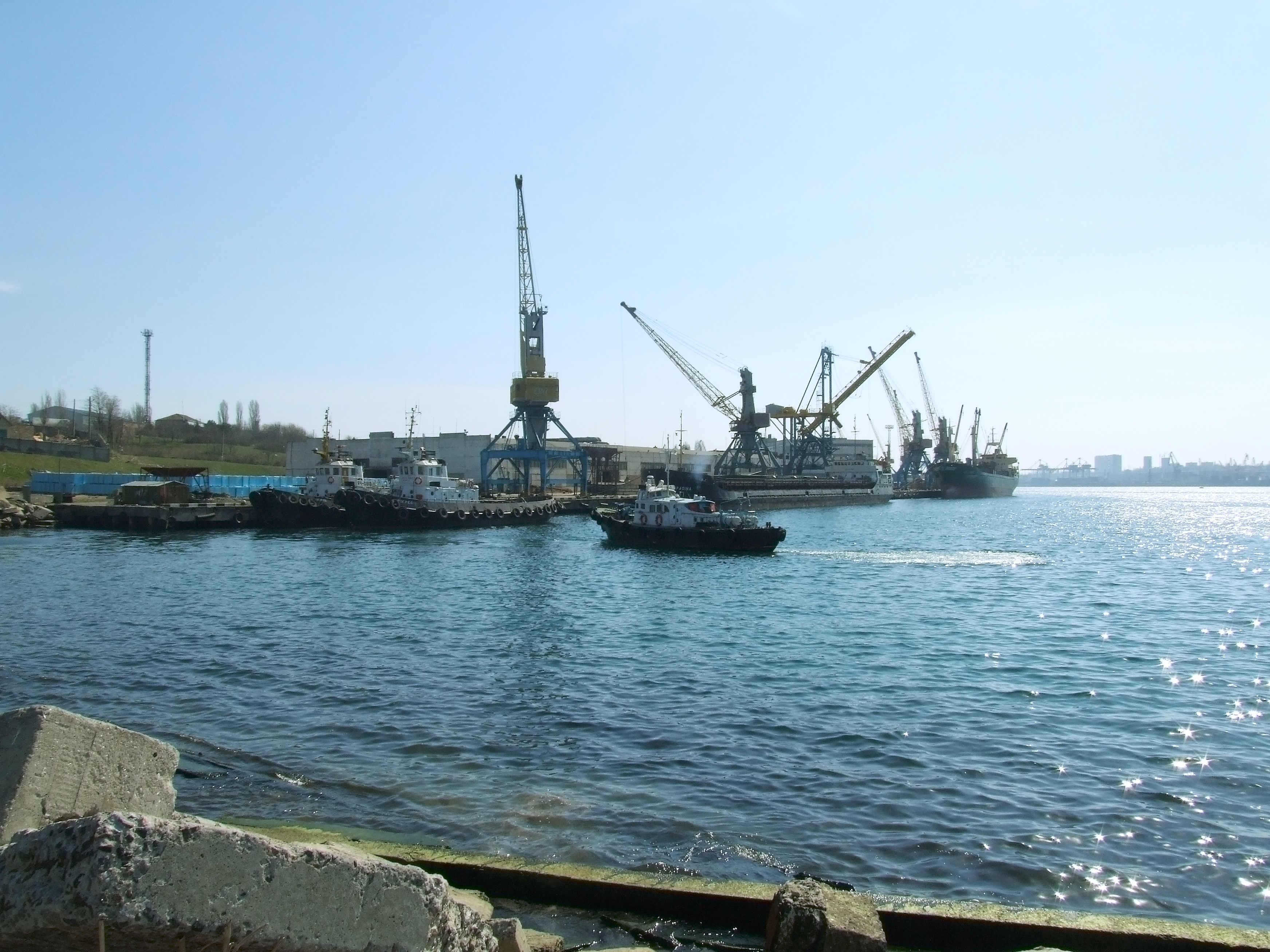
Вид на гавань

В городе имеется развитая сеть государственных и частных универсальных, специализированных и продовольственных магазинов, киосков прессы, павильонов, рынков, пекарен, ресторанов, кафе, баров, ателье и т. д. В городе более 60 кафе, 4 крупных торговых центра потребительских товаров, супермаркеты электроники, множество небольших магазинов.

### Автомобильная промышленность
- Ильичёвский завод автомобильных агрегатов

### Морская промышленность
- Ильичёвский судоремонтный завод

### Пищевая промышленность
- ООО «Аквавит»

## Морской торговый порт
Морской торговый порт «Черноморск» (до 2016 года — Ильичёвский морской торговый порт) — один из самых «молодых» на Чёрном море. Строился в советское время с конца 1950-х (закончен в 1960-х) годов.
Имеет железнодорожные и автомобильные подходы, связанные с магистралями страны. Действуют международные паромные переправы Черноморск — Поти (Грузия), Черноморск — Батуми (Грузия), Черноморск — Зонгулдак (Турция), Черноморск — Карасу (Турция). В порту была попытка реализации международного транспортного проекта по обработке регулярного контейнерного поезда «Викинг», следующего по маршруту Черноморск — Киев — Минск — Вильнюс — Клайпеда и в обратном направлении, но после первой же попытки проект «Викинг» был закрыт.
Погрузочно-разгрузочные комплексы порта, состоящие из 28 причалов общей длиной 5500 метров, оснащены современным перегрузочным оборудованием, включая портальные краны грузоподъёмностью от 5 до 40 тонн, тягачи, автомобильные краны и др.
В состав порта входит вспомогательный флот, включающий буксиры, плавучие краны грузоподъёмностью до 300 тонн, танкеры-бункеровщики, плавучий зерноперегрузчик, лоцманские катера, нефтемусороуборочные и другие плавсредства.
Порт имеет возможность перегружать в год до 20 миллионов тонн грузов, основную часть которых составляет разнообразная металлопродукция, контейнеры, автомобили, тарно-штучные грузы, тяжеловесное оборудование, минеральные удобрения, зерно, растительные масла, технические жидкости.

Начальники порта
- 1961—1962 — Пахом Михайлович Макаренко
- 1962—1969 — Владимир Христофорович Хантадзе
- 1969—1980 — Валентин Иванович Золотарев
- 1980—1987 — Борис Никитич Грабовой
- 1987—1989 — Станислав Семенович Михайлюк
- 1989—1993 — Михаил Федорович Кузьменко
- 1993—2002 — Станислав Кириллович Стребко
- 2003—2004 — Анатолий Васильевич Еременко
- 2004—2006 — Владимир Иванович Быков
- 2006—2006 — Руслан Анатолиевич Радзиховский
- 2006—2010 — Геннадий Павлович Скворцов
- 2010—2011 — Константин Константинович Лавриненко
- 2011—2013 — Александр Гаврилович Григорашенко

В связи с реформой портовой отрасли в июне 2013 г. из состава ГП «ИМТП» был выделен Ильичевский филиал «Администрации морских портов Украины», который принял на себя функции управления портовыми стратегическими объектами (причалы, канал, акватория) под руководством начальника филиала. А оставшийся ГП «ИМТП» был преобразован в государственную стивидорную компанию, которой будет руководить директор. Таким образом с июня 2013 должность начальника порта упразднена.
В 2016 году в рамках декоммунизации предприятие получило название "Морской торговый порт «Черноморск».

## Культура
В Черноморске существует развитая сеть учреждений культуры. Общий книжный фонд библиотек города, в том числе трёх сельских, насчитывает около 400 тысяч томов.
Особое место в культурной жизни города занимает Черноморский музей изящных искусств. Основу его художественного собрания составляет личная коллекция художественных фарфоровых изделий XVIII—XIX столетий, которые бесплатно передал городу в 1977 году его почётный житель Александр Белый.

## Галерея

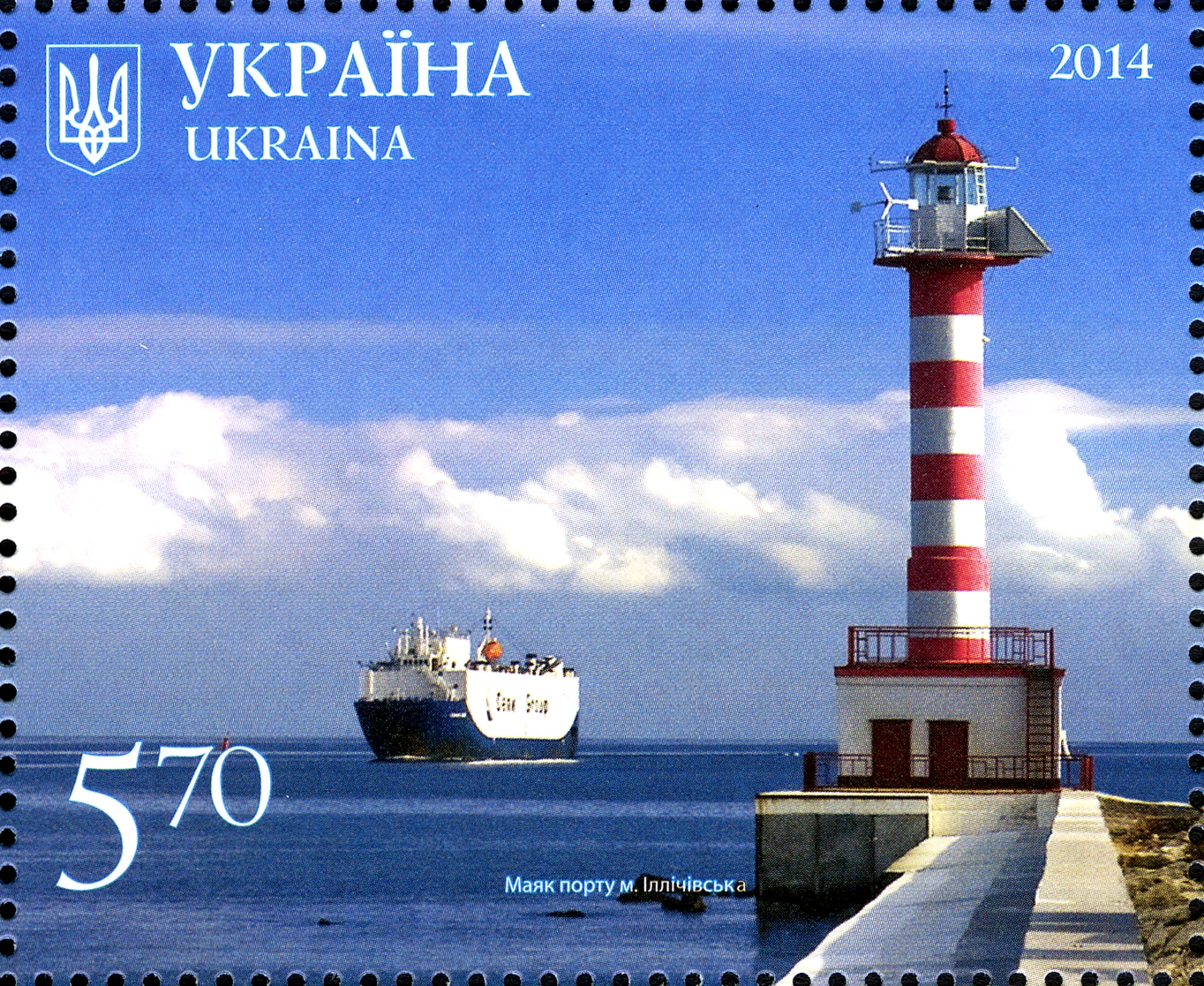
Черноморский маяк на почтовой марке Украины
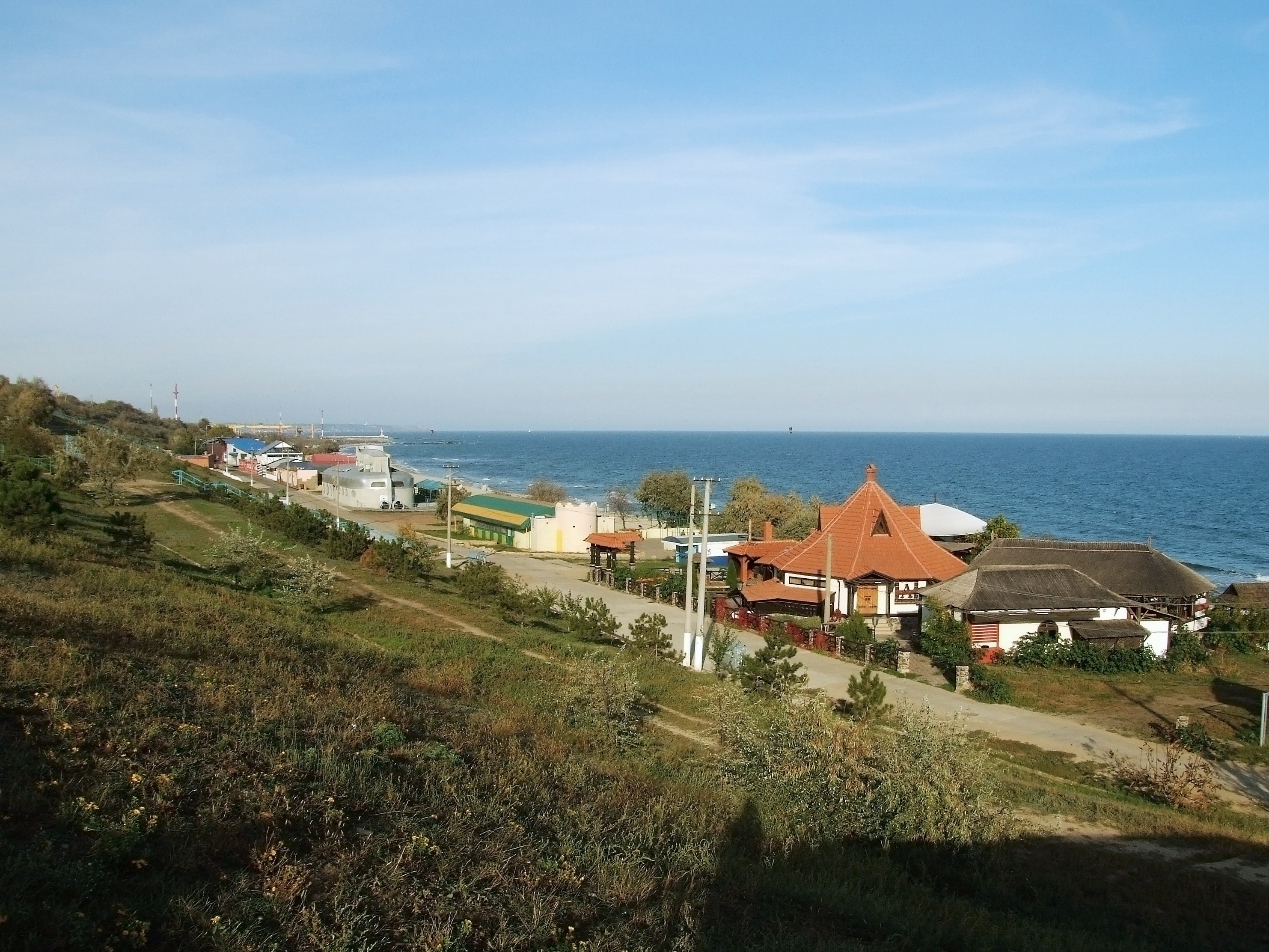
Набережная
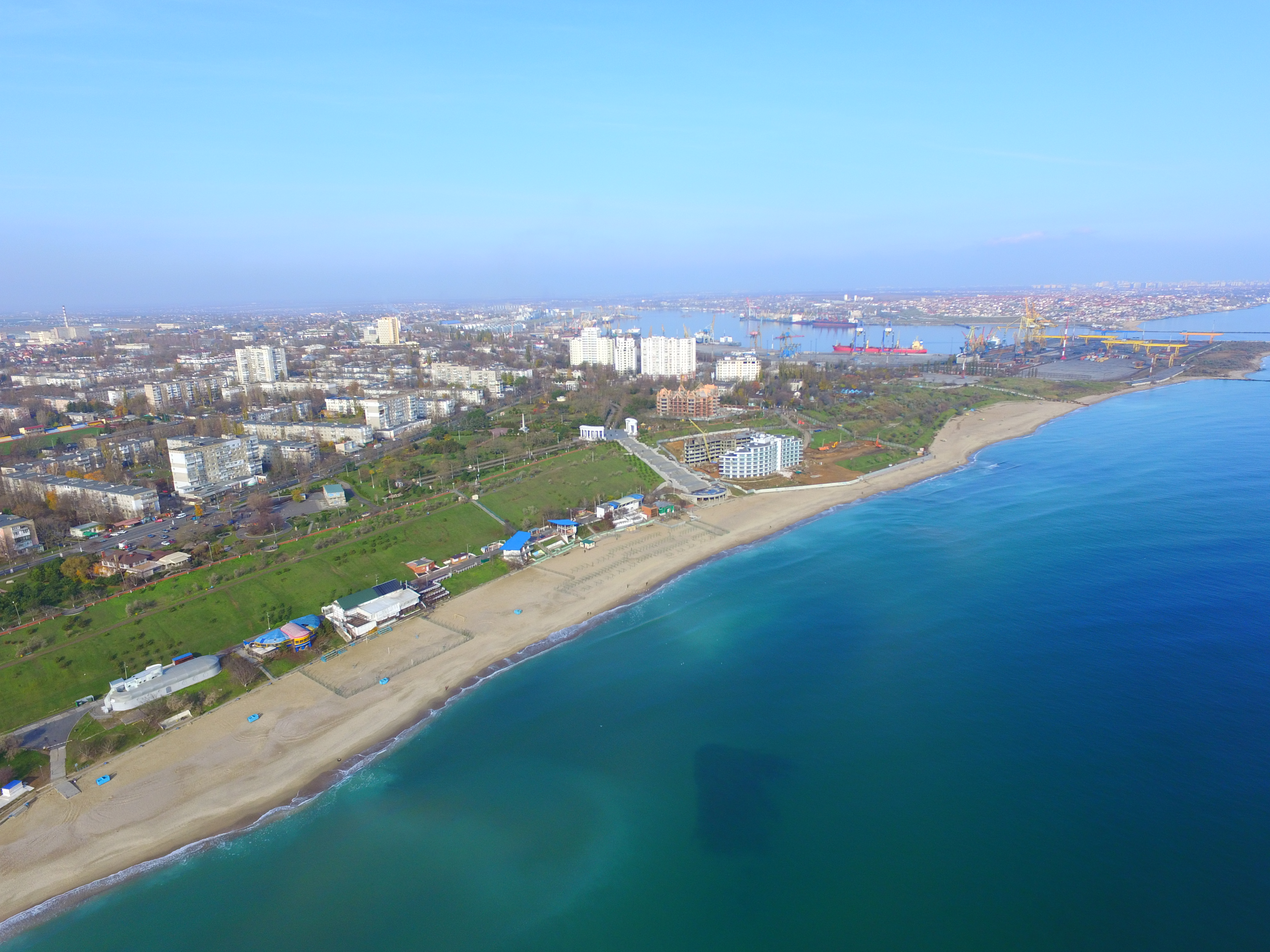
Панорамный вид
Приморская лестница
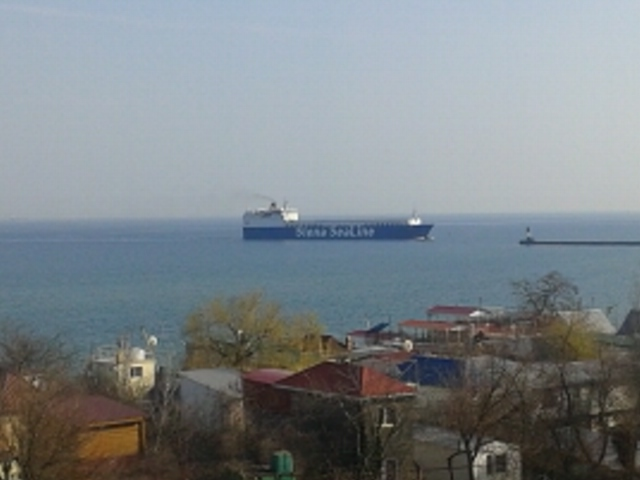
Морские суда у Черноморского торгового порта

## Образование
В городе действуют два профессионально-технических училища — Черноморский морской колледж Одесского национального морского университета и Черноморский профессиональный лицей. Среднее образование представлено украинской гимназией, шестью средними школами I—III ступеней (3 русскоязычных и 3 украиноязычных) и одной средней школой I—II ступеней, в которых учатся 10 тысяч учеников. В Черноморске существует ряд учреждений для внеклассного обучения: Центр культуры и искусств, Дом творчества учеников, детский экологический центр, детско-юношеская спортивная школа.

## Спорт
Черноморск всегда славился приморскими пляжами, благодаря чему в Черноморске большую популярность завоевали пляжные виды спорта. В 2007 году с целью развития пляжных видов спорта в городе была создана Ассоциация пляжных видов спорта и был открыт пляжный спортивный комплекс высокого уровня, где проходят международные и всеукраинские спортивные мероприятия.

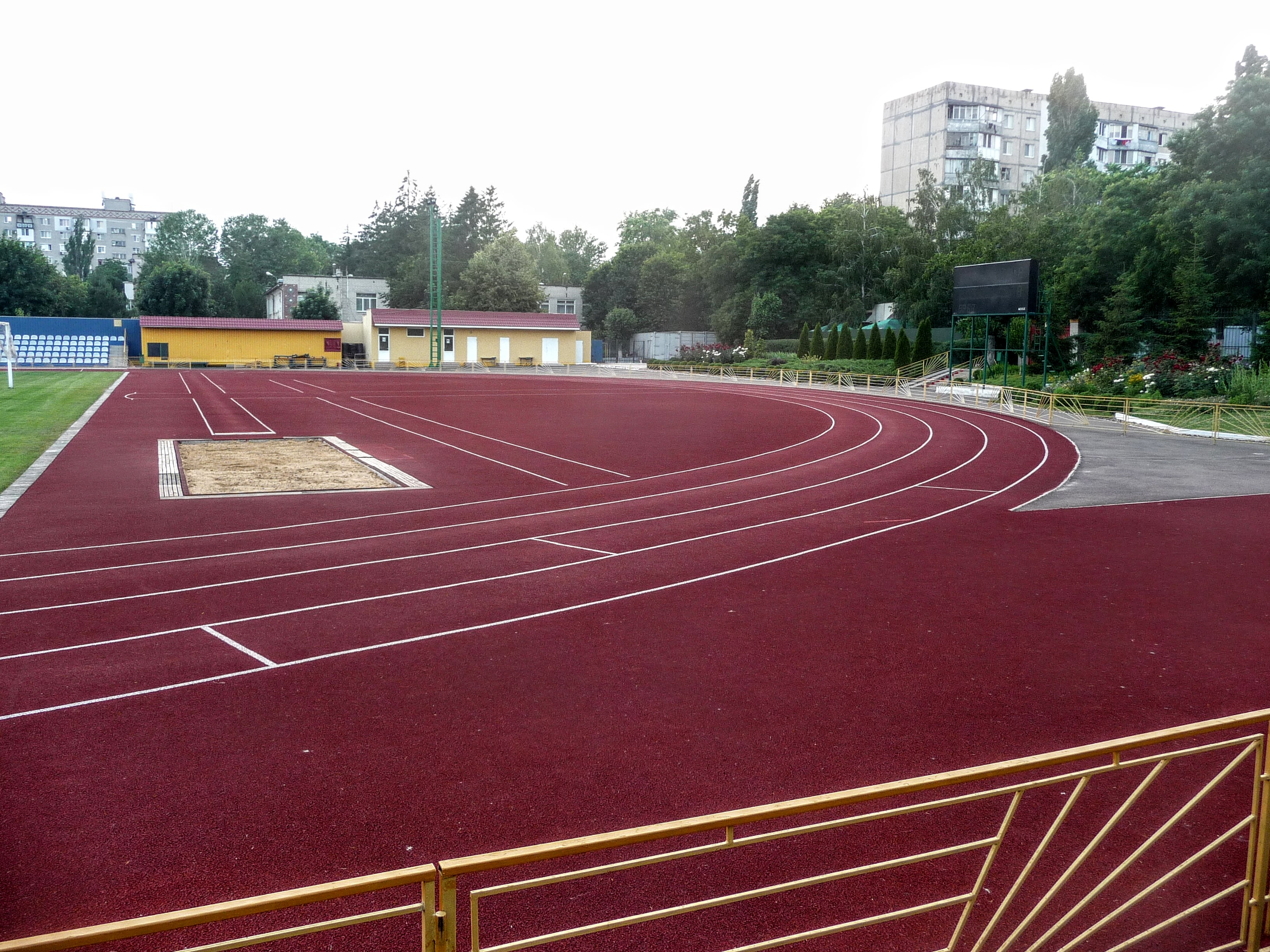
Городской стадион

В городе существует футбольный клуб «Старт», выступающий в чемпионате Украины по пляжному футболу.
В 2010 г. в городе было создано спортивное общество «Здравие». Президентом был избран Мельник Николай Андреевич. Почётными Президентами — Кобелецкий Егор Олегович, Шевченко Игорь Александрович. Целью спортивного общества является развитие экстремальных и массовых видов спорта. Главным проектом спортивного общества на данный момент является строительство экстрим-парка «XS».
В 2006 году создана Ильичевская Федерация бодибилдинга и фитнеса (ИФБФ), вошедшая в состав Федерации бодибилдинга Украины (прямое подчинение). С целью развития фитнеса и бодибилдинга в городе проводятся Кубок и чемпионат Ильичёвска 2004—2007 годах, а в 2009 году был проведён Кубок Украины, уровень проведения которого был признан ФББУ одним из лучших. Федерацией подготовлены чемпионы и призёры Одесской области, призёры и чемпион Украины. Воспитанником и членом ИФБФ является чемпион мира 2013 — Александр Слободянюк.
Кроме этого, в городе работает 3 детские спортивные школы, множество спортклубов, танцевальных школ, семь современных открытых стадиона, яхт-клуб, дайвинг-центр и база моряков. В городе подготовлено 12 членов сборных команд Украины по разным видам спорта, в том числе призёры олимпийских игр.
Каратистка Анита Серёгина участница многочисленных соревнований европейского и мирового уровня (включая Летние Олимпийские игры 2016 и 2020 годов), обладательница большого количества призовых медалей.

## Здравоохранение
В городе две поликлиники в одном здании — детское отделение и отделение для взрослых, рассчитанные на 1800 посещений в день, городская больница была построена в 1971 году и не отвечает современным требованиям, пункты неотложной помощи, стоматологические поликлиники, коммерческие медицинские центры, центры диагностики здоровья и развития, сельские амбулатории, аптеки. В городе есть семьдесят аптек и это при населении в городе 72 тыс. человек, из них 22 тыс. человек пенсионеров и инвалидов.
В городском Дворце спорта работает сеть спортивных и оздоровительных секций для детей и взрослых, бассейн для плаванья площадью 500 м², часто проводятся всеукраинские и международные спортивные соревнования.

## Города-побратимы
- Нарва, Эстония
- Стамбул, Турция
- Маарду, Эстония
- Баку, Азербайджан
- Тчев, Польша
- Синая, Румыния